# University Athletic Association

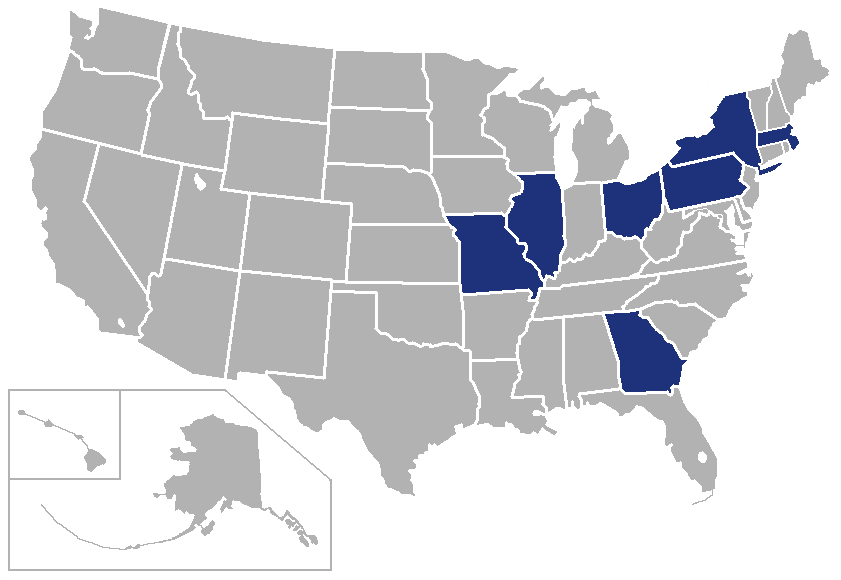
Mapa USA z zaznaczeniem stanów, gdzie znajdują się członkowie UAA

University Athtetic Association (UAA) - jedna z konferencji wchodzących w skład NCAA Division III. Powstała w 1986 roku i składa się z ośmiu uniwersytetów, które choć są znane ze swojego wysokiego poziomu badań naukowych i nauczania, nie zdecydowały się na szersze rozwijanie swojego potencjału sportowego, stąd rywalizują w najniższej dywizji NCAA. Zdecydowanie największym z członków konferencji jest New York University, liczący blisko 55 tysięcy studentów. Najmniejsza uczelnia w tej grupie to Brandeis University, gdzie studiuje nieco ponad 5 tysięcy osób. Wszystkie osiem uczelni ma status uniwersytetów prywatnych. 
Największym obiektem sportowym w konferencji jest Fauver Stadium, należący do University of Rochester i liczący ok. 5 tysięcy miejsc na trybunach. Największą halą dysponuje Washington University in St. Louis, na którego obiekcie mieści się ok. 3 tysięcy widzów. Biura konferencji znajdują się w Rochester w stanie Nowy Jork, na kampusie tamtejszego uniwersytetu.

## Uczelnie członkowskie
- Brandeis University
- Carnegie Mellon University
- Case Western Reserve University
- Emory University
- New York University
- University of Chicago
- University of Rochester
- Washington University in St. Louis